# Ahmed Elgendy
Ahmed Elgendy (también escrito como Ahmed El-Gendy; El Cairo, 1 de marzo de 2000) es un deportista egipcio que compite en pentatlón moderno. Participó en dos Juegos Olímpicos de Verano, obteniendo dos medallas, plata en Tokio 2020 y oro en París 2024, en la prueba masculina,batiendo los récords olímpico y mundial con una puntuación de 1555 puntos. Es el primer atleta de África en ganar medallas, incluida una medalla de oro olímpica, en pentatlón moderno.
En los Juegos Olímpicos de Verano de 2020, El-Gendy ocupó el puesto 13 después de las pruebas de esgrima, natación y equitación, quedando por detrás del líder y eventual medallista de oro Joe Choong por 50 puntos, lo que significa que comenzó la carrera láser final 50 segundos después que Choong. Recuperó toda esa desventaja durante la carrera láser, y lideró brevemente durante los últimos 800 metros; finalmente terminó segundo, a poco menos de cinco segundos de Choong. Fue el abanderado oficial de Egipto en la ceremonia de apertura de los Juegos Olímpicos de París 2024 junto con la halterofília Sara Ahmed y el esgrimista Mohamed El-Sayed. También se ha entrenado en el Smouha SC de Alejandría para los Juegos Olímpicos.
Estudió Ingeniería en la Academia Árabe de Ciencia, Tecnología y Transporte Marítimo de El Cairo.

## Palmarés internacional
| Juegos Olímpicos | Juegos Olímpicos | Juegos Olímpicos | Juegos Olímpicos |
| Año              | Lugar            | Medalla          | Competición      |
| ---------------- | ---------------- | ---------------- | ---------------- |
| 2020             | Tokio (Japón)    | Medalla de plata | Individual       |
| 2024             | París (Francia)  | Medalla de oro   | Individual       |